# Douglas Island, Nunavut
Douglas Island är en ö i Kanada.   Den ligger i sundet Dolphin and Union Strait i territoriet Nunavut, i den centrala delen av landet, 3 300 km nordväst om huvudstaden Ottawa. Arean är 4,8 kvadratkilometer.
Terrängen på Douglas Island är mycket platt. Öns högsta punkt är 16 meter över havet. Den sträcker sig 2,6 kilometer i nord-sydlig riktning, och 2,4 kilometer i öst-västlig riktning.